# Dustin Lynch
Dustin Lynch (Nashville, Tennessee, 14 de maio de 1985) é um cantor e compositor norte-americano de música country. Assinou contrato com a Broken Bow Records no início de 2011, e lançou seu primeiro single em janeiro de 2012. "Cowboys and Angels" alcançou as 40.ª e 75.ª posições nas principais tabelas do Canadá e Estados Unidos, a Canadian Hot 100 e a Billboard Hot 100, respectivamente. Na parada exclusiva para o gênero country, a canção alcançou a segunda posição. Seu álbum de estreia, Dustin Lynch, alcançou as primeiras posições nas paradas norte-americanas Top Country Albums e Top Independent Albums, além da 13.ª da principal, a Billboard 200.

## Biografia
Dustin Lynch nasceu em Nashville cidade de Tennessee em 14 de maio de 1985. Ele assinou contrato com a Broken Bow Records em novembro de 2011. Lynch revelou que tinha mais de 200 composições prontas. Em janeiro de 2012, lançou seu single de estreia, "Cowboys and Angels", que tornou-se um sucesso comercial nos Estados Unidos e Canadá. A canção foi escrita por Lynch em parceria com os compatriotas Josh Leo e Tim Nichols. A canção recebeu dos vídeos musicais acompanhantes um dirigido por Jessica Wardwell em uma versão acústica, e mais tarde um oficial dirigido por Peter Zavadil.
Seu álbum de estreia, o epônimo Dustin Lynch, lançado em 21 de agosto de 2012, teve produção de Brett Beavers e Luke Wooten. O trabalho recebeu críticas positivas acerca de seu lançamento. Os vocais, o conteúdo e a produção foram elogiados. O álbum situou-se nas primeiras posições das tabelas musicais norte-americanas Top Country Albums, Top Independent Albums e teve seu auge na décima terceira posição da padrão, a Billboard 200.

## Discografia

### Álbuns de estúdio
| Dustin Lynch - Lançamento: 21 de agosto de 2012 - Gravadora: Broken Bow Records | 1 | 13 | 1 |

### Singles
| Ano  | Título               | Melhor posição | Melhor posição | Melhor posição | Álbum        |
| Ano  | Título               | EUA Country    | EUA            | CAN            | Álbum        |
| ---- | -------------------- | -------------- | -------------- | -------------- | ------------ |
| 2012 | "Cowboys and Angels" | 2              | 40             | 75             | Dustin Lynch |

### Vídeos musicais
| Ano  | Título                          | Diretor          |
| ---- | ------------------------------- | ---------------- |
| 2012 | "Cowboys and Angels" (acoustic) | Jessica Wardwell |
| 2012 | "Cowboys and Angels"            | Peter Zavadil    |

## Prêmios e indicações
| Ano  | Indicação            | Premiação               | Categoria                   | Resultado |
| ---- | -------------------- | ----------------------- | --------------------------- | --------- |
| 2012 | "Cowboys and Angels" | American Country Awards | Single by a New Artist      | Indicado  |
| 2012 | "Cowboys and Angels" | American Country Awards | Music Video by a New Artist | Indicado  |